# Hampstead

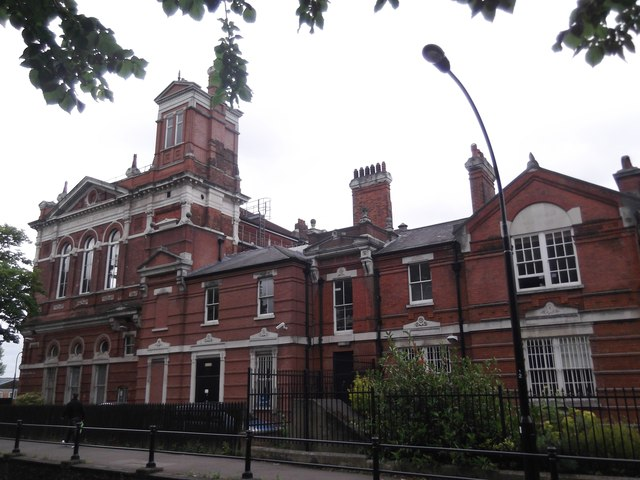
Radnice v Hampsteadu, Belsize Avenue

Hampstead (/hæmpstɪd, -stɛd/) je čtvrť v Londýně, která leží šest kilometrů severozápadně od Charing Crossu a sahá od silnice A5 (římská silnice Watling Street) k velkému kopcovitému parku Hampstead Heath. Čtvrť tvoří severozápadní část londýnského městského obvodu Camden ve Vnitřním Londýně.
Hampstead je známý intelektuálními, liberálními, uměleckými, hudebními a literárními sdruženími. Má jedno z nejdražších bydlení v oblasti Londýna. V jeho hranicích žije více milionářů než kterékoliv jiné oblasti Spojeného království.